# Gynécologie sans frontières
Pour les articles homonymes, voir GSF.
Gynécologie sans frontières (GSF) est une ONG créée en 1995, sous le régime de la loi du 1er juillet 1901. Elle intervient dans des missions d'urgences gynécologiques et à l'aide au développement sanitaire à l'étranger. Depuis 2015, elle intervient également en France auprès des femmes migrantes.

## Historique
Des gynécologues et des sages-femmes créent le 20 octobre 1995, une ONG vouée spécifiquement aux femmes : Gynécologie Sans Frontières (GSF). Elle a pour but de promouvoir les femmes sur le plan  médical, psychologique et sociale dans le respect de la dignité humaine. 
La première action de GSF a été d’évaluer le système de santé maternelle et infantile au Mali. Elle intervient ensuite sur des missions d’aide aux populations au Burkina Faso. En 1999, elle est présente dans une mission d'urgence au Kosovo. 
Depuis 1999, GSF est intervenu en Afghanistan, Albanie, Bangladesh, Bénin, Burkina Faso, Burundi, Comores, Congo, Haïti, Inde, Kosovo, Macédoine, Madagascar, au Mali, en Moldavie, au Népal, au Niger, en Jordanie, au Togo, au Vietnam. 
Depuis 2006, GSF s'inscrit dans la lutte contre tous les types de violences sexistes et toutes les atteintes aux droits des femmes en France et dans le monde. 
Depuis 2015, elle intervient également en France auprès des femmes migrantes dont la situation est préoccupante. 

## Objectifs
Son champ d'action est la prise en charge des femmes ayant subi des violences conjugales ou sexuelles, la périnatalité et la formation des volontaires à la gynécologie‐obstétrique humanitaire.
L'association intervient dans des pays dans lesquels les infrastructures sont insuffisantes ou inaccessibles. Les problèmes abordés concernent la périnatalité, les souffrances médicales, les violences conjugales ou sexuelles, les discriminations et le statut de la femme au sein de la société.
GSF met en place deux types de missions ; des missions de soins, dans les situations d’urgence pour pallier les structures sanitaires défaillantes, des missions de formation des professionnels de santé, pour améliorer le sort des femmes et faire baisser la mortalité maternelle et infantile.

## Actions à l'étranger

### Urgences Gynécologues
En 2007, GSF intervient avec l'ONG Help Doctors au Bangladesh. À la suite du passage du cyclone tropical Sidr, le 15 novembre 2007, le Bangladesh compte  3 400 morts, 40 000 blessés, 1,4 million de sans abris, 8,5 millions de sinistrés et la destruction des infrastructures de santé.
En 2012, GSF est présente en Jordanie, au camp de Zaatari. À la suite du conflit syrien, de nombreux civils sont accueillis dans le camp de Zaatari, à la frontière nord de la Jordanie. Les femmes représentent plus de 70 % des réfugiés. GSF est missionnée par la France pour renforcer l’action humanitaire. GSF dispose de trois unités mobiles (tentes de 42M²) de Gynécologie-Obstétrique pour une salle de consultation, une salle d’urgence et une salle d’accouchement. En août 2013, le camp compte 120 000 personnes. Du 26 août 2012 au 8 septembre 2013, 19 équipes de 7 à 9 personnes composées de médecins et sages-femmes se relaient toutes les 3 semaines. Elles ont réalisé plus de 1400 accouchements.

### Soins obstétricaux néo-nataux d’urgence (SONU)
GSF déploie un programme de formation pour le personnel soignant (infirmiers, infirmières et médecins) aux soins obstétricaux néo-nataux d’urgence (SONU) au Burundi et à Haïti. L'un des objectifs est de former les médecins généralistes à la chirurgie gynécologique dont les césariennes. 
Au Burundi, entre 2007 et 2011, GSF a accompagné une prise en charge des fistules obstétricales. Les  fistules représentent la deuxième complication majeure de l’accouchement dans les pays en voie de développement. La première complication est le prolapsus. La fistule est un handicap permanent lié aux écoulements d’urine et de matière fécale. C'est également un problème social, car les femmes sont le plus souvent répudiées et exclues du groupe. Cette pathologie est le résultat de l’absence de prise en charge des accouchements difficiles. Pour limiter cette pathologie, GSF forme des médecins à la pratique des césariennes. 
Entre 2011-2015, GSF prend également en charge les cas de prolapsus ou descente d’organes avec un partenariat avec MSF Belgique. 
Entre 2011-2014, un programme approuvé par la Commission européenne est mis en œuvre par l’ONG italienne Comitato Collaborazione Medica (CCM) et GSF, avec le soutien de  la Région Pays-De-La-Loire. Il s'agit de former les professionnels de santé locaux à la prise en charge médicale et psychosociale des victimes de violences sexuelles. Au Burundi, un très grand nombre de femmes sont victimes de violences sexuelles. Leur nombre est estimé à 40 000 femmes pour les 3 provinces de Bujumbura Mairie, de Muramwya, et de Cibitoke. En raison du climat d'insécurité les missions au Burundi sont interrompues en avril 2015.
En Haïti, à la suite du séisme du 12 janvier 2010, la situation sanitaire est alarmante. GSF intervient pour former sur place du personnel afin de diminuer la mortalité maternelle et infantile.

### Aide au développement sanitaire
GSF met également en place des programmes d'aide au développement sanitaire. 
Elle est intervenue en Albanie, au Congo, Comores, Madagascar, Viêt Nam pour donner des formations en échographie, en chirurgie gynécologique, en dépistage du cancer du col, des MST. 
Au Burkina Faso, au Bénin, Mali,  GSF est intervenu pour accompagner des projets de maison de naissance  ou maternité.
GSF effectue également des missions d'évaluation des besoins en gynécologie pour l'Inde, le Kosovo, l'Afghanistan, la Macédoine, la Moldavie, Népal, Niger.

## Actions en France

### Violences faites aux femmes
Depuis 2006, GSF s'engage dans la lutte contre les violences faites aux femmes et contre tous les types de violences sexistes et toutes les atteintes aux droits des femmes en France et dans le Monde.
En 2006 et 2007, GSF organise neuf colloques en région sur les mutilations sexuelles féminines, afin de former les professionnels de santé.
En 2010, GSF organise à Nancy un colloque contre les violences faites aux femmes qui regroupent 750 personnes sur les thèmes « violences conjugales » et « mutilations sexuelles féminines ».
En 2011, GSF organise le 25 novembre, un colloque intitulé « Violences faites aux femmes...conséquence du sexisme ordinaire » à la faculté de pharmacie de Nantes.
En 2014, GSF met en place un programme pour la prise en charge de la lutte contre les violences faites aux femmes. Ce programme a pour but de sensibiliser les professionnels de santé et de favoriser le travail en réseau des différents intervenants ; police, gendarmerie, justice, associations d'aide aux victimes.

### Mission Caminor
Calais et ses environs drainent de nombreuses personnes en errance qui souhaitent rejoindre le Royaume Uni. Le nombre d’exilés augmente sans cesse. Plus de 6 000 personnes vivent dans la jungle de Calais dans des conditions précaires dans le Nord de la France, en octobre 2015. Les conditions de vie se dégradent. De multiples atteintes aux droits fondamentaux des exilés sont constatées. 
La situation dans ces camps est pire que celles des camps UNHCR : les tentes sont installées dans la boue, très peu de points d'eau, peu de WC. Les femmes représentent 10 % de cette population migrante. Elles sont particulièrement vulnérables et leur situation est alarmante. 
En 2013, des personnes militantes No Border avaient pris en charge la situation particulière des femmes et des enfants. Ensuite l’État confie cette mission à l'association Solid’R spécialisée dans le travail social. Le centre Jules-Ferry pouvant accueillir et mettre à l'abri 400 femmes et enfants est ouvert en mars 2015. À la suite du démantèlement de la jungle de Calais, ce centre est fermé le 26 octobre 2016. Depuis, il n'existe aucune solution de repli pour les femmes et les enfants en errance à Calais. 
Face à cette situation, GSF lance la première mission d'urgence en métropole. Elle est dénommée Caminor pour Mission Camps de Réfugiés-Migrants du Nord et Pas-de-Calais. Depuis le 15 novembre 2015, des équipes bénévoles composées de sages-femmes et de médecins gynécologues interviennent sur les 5 camps du nord : Calais, Grande Synthe, Steenvoorde, Norrent-Fontes, et Angres. Chaque mission dure 15 jours. Les équipes se relaient en permanence. Des équipes de bénévoles locales leur viennent en aide. 
Les bénévoles de GSF  ne pratiquent pas d'actes médicaux dans le camp. Ils rassurent et accompagnent physiquement les femmes vers les centres de santé : maternités, PMI, hôpitaux. Les bénévoles font l'interface entre les femmes, qui ont peur de consulter, et les professionnels de santé réticents du fait de la barrière de la langue.

## Distinctions
- 20 mars 2000, Dominique Gillot, secrétaire d’État à la Santé remet à GSF, l'Olympe d'Or, pour la solidarité avec les femmes dans le monde